# Saint-Hilaire-le-Grand

Saint-Hilaire-le-Grand este o comună în departamentul Marne, Franța. În 2009 avea o populație de 343 de locuitori.